# Hamilton Tigers

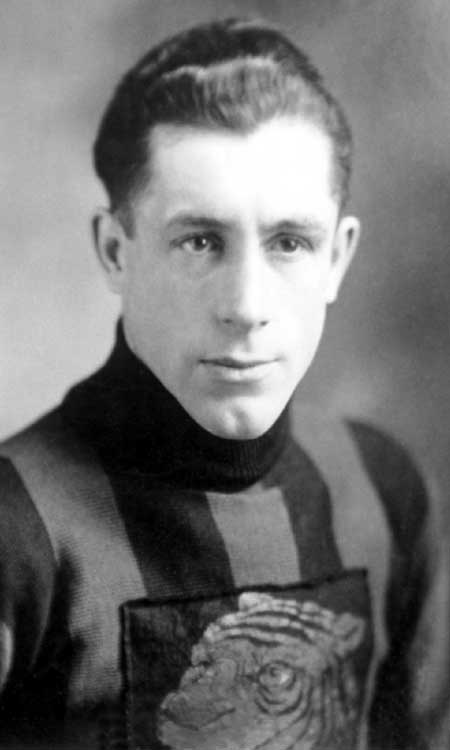
George Carey med Hamilton Tigers.

Hamilton Tigers var ett lag i den professionella ishockeyligan NHL. Tigers spelade fem säsonger i ligan åren 1920–1925. Lagets färger var svart, guld och vitt och man spelade sina hemmamatcher i Barton Street Arena.

## Historia
Ägarna till Quebec Bulldogs flyttade laget efter en usel säsong 1919–20 till Hamilton, Ontario, och döpte om laget till Hamilton Tigers. Efter fyra dåliga säsonger, då Tigers varje säsong var sämsta lag i ligan, så vände det säsongen 1924–25. Under det som skulle komma att bli Tigers sista säsong skedde en förvandling av laget vilket gjorde att Tigers vann grundserien och var klart för finalen i NHL. Men sedan började problemen när spelarna ville ha extra betalt, eftersom NHL hade utökat säsongen med fyra matcher. Ägarna ville dock inte betala mer och spelarna vägrade att spela finalen. Ledningen för NHL valde därefter att upplösa Hamilton Tigers och spelarna fick böter.
Då NHL gav klartecken inför säsongen 1925–26 att starta ett lag i New York köpte ägaren till det nya laget rättigheterna till de spelare som ägts av Tigers. De flesta av spelarna fick mycket högre löner när de skrev på för nya New York Americans.
Den berömde spelaren Joe Malone spelade för Hamilton Tigers åren 1920–1922.